# معركة أوجي الاولى 1180
تعرف أيضاً باسم «تحشيد الأمير موتشيهيتو» (باليابانية: 以仁王の挙兵، بالروماجي: Mochihito-ou no kyohei)، هي أول معركة دارت بين قبيلتي ميناموتو وتايرا في حرب غينبيه يوم 20 يونيو 1180، وتعتبر شرارة بداية الحرب التي استمرت خمس سنوات بين القبيلتين للسيطرة على نظام الحكم.

## الأحداث
في بدايات عام 1180، لجأ الأمير موتشيهيتو إلى قبيلة ميناموتو ليحصل على دعمهم ضد تمرد قبيلة تايرا التي أرادت الحصول على الكرسي الإمبراطوري الياباني، إلا أن تايرا أحست بتحركه وأرسلت خلفه قوات لمطاردته والتخلص منه.
حاول الأمير موتشيهيتو طلب الحماية من الرهبان المحاربين (سوهيه) في معبد مي-ديرا إلا أنهم لم يكونوا كافيين للتصدي لقوات تايرا، تأخرت قوات ميناموتو بالوصول إلى المعبد وحمايته، لهذا تحرك الأمير ومن معه من رهبان معبد مي-ديرا جنوباً بإتجاه نارا، وإلتقوا مع قوات يوريماسا قائد قبيلة ميناموتو قرب كيوتو عند معبد بيودو-ين حيث إحتمى الأمير موتشيهيتو في قاعة «آميدا-دو» بينما قامت قوات يوريماسا والتي أصبح عددها مع الرهبان أكثر من 1000 بقليل، بإقتلاع أجزاء من أرضية الجسر الذي يربط بين ضفتي نهر أوجي والإبقاء على دعامات ضيقة تربطه بالضفة الأخرى لمنع قوات تايرا من العبور.
وبرز دور ثلاثة من الرهبان المحاربين (سوهيه) في معركة أوجي الأولى ذكروا في حكايات هيكي، وهم: «غوتشين نو تاجيما»، و«تسوتسوي جوميو ميشو»، و«إتشيراي هوشي» من رهبان معبد مي-ديرا حاربوا بكل ما لديهم من قوة وأسلحة على خط الجبهة فوق الجسر.
وصلت قوات تايرا إلى الجسر وكان عددهم تقريباً 28,000 شخص بزعامة تايرا نو توموموري وقيادة المحارب «أشيكاغا تاداتسونا»، وهو من المحاربين القلائل الذي يعود أصلهم إلى ميناموتو لكنه بقي مخلصاً لقسمه تجاه قبيلة تايرا بالرغم من إنهيارها حتى قُتل مع والده من قبل أحد خدمهم الذي يدعى «كيريو روكورو».
كان تاداتسونا محارب قوي جداً ضخم البنية على الرغم من أن عمره لم يتجاوز 18 عام، يقال أن صدى صوته كان يسمع على مسافة (5 كلم)، وطول أسنانه كان يصل إلى (3.03 سم)، ذكر عنه المؤرخ الياباني (آزوما كاغامي) قائلاً: «لا يوجد محارب في العصور التالية مثل تاداتسونا».
سرعان ما بدأت قوات تايرا بقيادة تاداتسونا بعبور النهر للوصول إلى قوات ميناموتو، كان تاداتسونا المحارب الأول على خط الجبهة وأعلن بشجاعة إسمه ونسبه قبل البدء بالقتال كما جرت العادة لدى الساموراي، حاول يوريماسا مساعدة الأمير موتشيهيتو على الهرب لكنه أصيب بسهم في كوعه الأيمن، إنسحب يوريماسا إلى المعبد تاركاً أبنائه ناكاتسونا وكانيتسونا يقاتلان حتى الموت في محاولة صد قوات تايرا التي تسعى خلف رأسه، لذا إنتحر يوريماسا في معبد بيودو-ين بالسيبوكو بإسلوب رسخ مبادئ الساموراي لدى الأجيال القادمة.
بينما الأمير موتشيهيتو تم أسره وأعدم بعد فترة قصيرة على يد محاربي تايرا، لتعلن هذه المعركة بداية حرب غينبيه بين القبيلتين.